# Éric Godeau (historien)
Pour le dessinateur de bande dessinée, voir Éric Godeau (dessinateur).
Pour les articles homonymes, voir Godeau.
 (juin 2011).
Si vous disposez d'ouvrages ou d'articles de référence ou si vous connaissez des sites web de qualité traitant du thème abordé ici, merci de compléter l'article en donnant les références utiles à sa vérifiabilité et en les liant à la section « Notes et références ».
Éric Godeau, né le 20 juin 1974 à Fontenay-aux-Roses, est un historien français.

## Biographie
Éric Godeau est agrégé d'histoire et docteur en histoire. Il a obtenu son doctorat d'histoire grâce à sa thèse sur le tabac « La SEITA et le marché des tabacs en France métropolitaine, de 1940 à nos jours » soutenue en 2005. Eric Godeau est professeur d'Histoire en classes préparatoires littéraires (hypokhâgne et khâgne) au lycée Hélène Boucher (Paris 20). Il est par ailleurs auteur et directeur de manuels scolaires aux éditions Nathan, pour l'enseignement secondaire et le supérieur. Il intervient dans les médias à propos de l’industrie des tabacs.

## Publications
- Ces images qui nous racontent le monde, Éditions Albin Michel, 2007
- Le Tabac en France de 1940 à nos jours. Histoire d’un marché, Presses de l'université Paris-Sorbonne, 2008
- Un monde parti en fumée, Affiches et paquets de tabac en France au XXe siècle, Centre national de la recherche scientifique, 2009
- Éric Godeau (dir.), Les Grandes mutations du Monde au XXe siècle, de 1913 à nos jours, Nathan, 2021